# Chiesa di San Leonardo (Nogaredo)
La chiesa di San Leonardo è la parrocchiale di Nogaredo in Trentino. Fa parte della zona pastorale della Vallagarina dell'arcidiocesi di Trento e risale al XVIII secolo.

## Storia

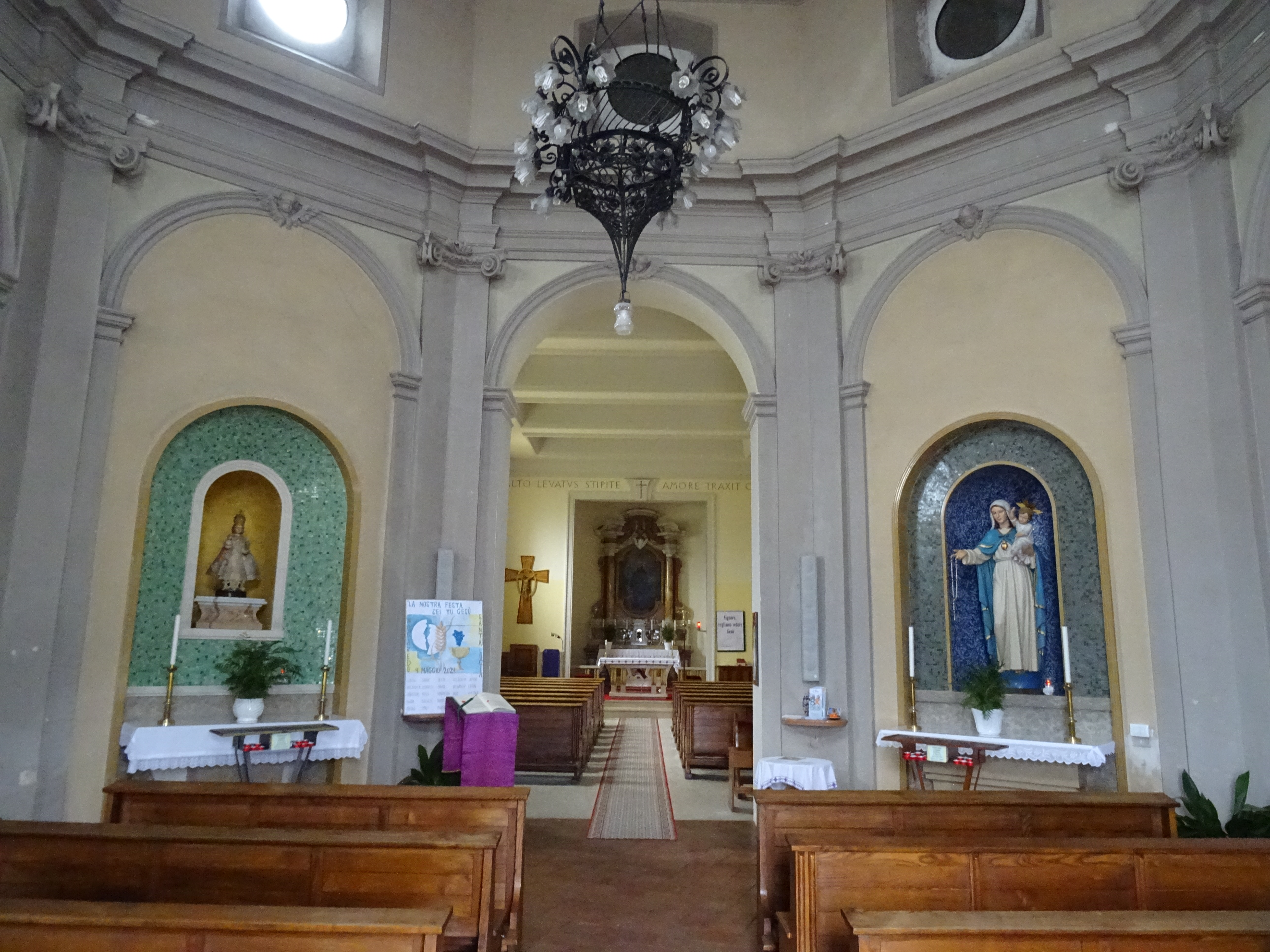
Interno

La chiesa venne eretta nel 1728 come cappella privata nobiliare della famiglia dei conti Pedroni che attorno alla metà del XVIII secolo ne fecero dono al comune di Nogaredo.
Tale decisione fu probabilmente influenzata dal fatto che il piccolo edificio sacro veniva frequentato sempre di più dai fedeli del piccolo centro abitato e che tale centro non aveva nelle vicinanze altri luoghi di culto.
Nel corso del XX secolo l'edificio fu oggetto di importanti interventi. Prima venne il restauro realizzato nel 1911 e che interessò tutta la chiesa (dal momento del passaggio di proprietà al comune non aveva avuto altri lavori di tale entità). Poi, subito dopo il secondo conflitto mondiale, la primitiva cappella venne ampliata in modo notevole perché su progetto di Pietro Marzani alla parte esistente con pianta ottagonale venne aggiunta una struttura a pianta rettangolare che allungò la navata. La vecchia cappella divenne così la prima campata della chiesa moderna. Ottenne dignità di chiesa parrocchiale nel 1968.
Alla fine degli anni sessanta e all'inizio degli ottanta vennero effettuati lavori conservativi poi, tra il 2006 ed il 2013, vennero tinteggiati gli interni e fu revisionato l'impianto di riscaldamento.

## Descrizione

### Esterni
Il prospetto principale baroccheggiante è quello della primitiva cappella del Settecento. Il portale è affiancato da due nicchie con le statue raffiguranti san Carlo e san Ferdinando.

### Interni
L'interno, ad aula unica, è suddiviso in due settori. Quello anteriore, in stile barocco è riferibile alla struttura primitiva mentre quello posteriore ed absidale è in stile più moderno. La pala d'altare col dipinto raffigurante San Leonardo è attribuita a Gaspare Antonio Baroni Cavalcabò.